# Барри, Уильям Джерард
Уильям Джерард Барри (англ. William Gerard Barry; 1864, Бальядам, Каригтухилл, в графстве Корк, Ирландия — 9 сентября 1941, Сен-Жан-де-Люз, департамент Атлантические Пиренеи, Франция); ирландский и французский живописец конца XIX-го — первой половины XX-го века.

## Биография
Сын чиновника магистрата, Уильям Джерард Барри родился в Бальядам, Каригтухилл, в графстве Корк, Ирландия. Он записался в Школу искусств Кроуфорд города Корка и учился там у Генри Джонеса Таддеуса с 1881 по 1883. Таддеус посоветовал Барри ехать учиться в Париж, где Барри и продолжил обучение в Академии Жюлиана у Ле Февра (1836—1911), Густава Буланже (1824—1888) и Каролюса-Дюрана (1838—1917). Первый успех пришёл к художнику в 1887 году, когда он получил приз Тейлора в размере £30 после того, как из французского города Этапля, расположенного на берегу Ла-Манша, послал свою живопись на суд Королевскому Дублинскому Обществу (англ.). 
Вероятно, самая известная работа Барри — Время летит / Time Flies, 1887 (Холст, масло 86.5 × 120 см. Галерея искусств Кроуфорд (англ.), Корк) ; и она же одна из любимых публикой в коллекции Галереи. Как и в картине «У домашнего очага», Барри пользуется здесь приёмом контрастного сопоставления возрастов, детства и старости.
Художник представил это полотно на парижском Салоне 1887, а позднее — в Королевской Академии в Лондоне (1888). И на тот момент художник был как никогда близок к началу успешной европейской карьеры.
Но, вернувшись домой из Франции, Уильям Джерард Барри тут же рассорился с отцом, не раздумывая поднялся на борт корабля и отбыл в Канаду, предложив капитану вместо оплаты за проезд свои услуги в качестве палубного матроса. Затем он скитался по Соединённым Штатам, зарабатывая на жизнь исполнением любой подвернувшейся под руку работы, в том числе нанимаясь батраком на ранчо; а то и рисуя портреты (по его утверждению он даже написал портрет президента Вудро Вильсона) .
В 1890 году он вернулся в Париж и учился Фернана Кормона  (1845—1924). Его образ жизни был, по большей части, кочевой, он путешествовал по многим странам, плавал по Южным морям . Исколесив Соединенные Штаты и Канаду, Барри перебрался в Европу; жил в приморском городке Сен-Жан-де-Люз, (департамент Атлантические Пиренеи, Аквитания), на дальнем юго-западе Франции. Во время немецкой оккупации в годы Второй Мировой Войны он погиб 9 сентября 1941, когда возле его дома разорвалась бомба.